# Localismo em Hong Kong
Em Hong Kong, o localismo é um movimento político centrado na preservação da autonomia e cultura local da cidade. O movimento localista de Hong Kong engloba uma variedade de grupos com objetivos diferentes, mas todos eles se opõem à crescente invasão do governo central chinês na administração de seus próprios assuntos políticos, econômicos e sociais. Questões que preocupam grupos localistas incluem uso e desenvolvimento da terra, conservação cultural e patrimonial à esquerda, comércio paralelo e o crescente número de imigrantes e turistas da parte continental à direita. Sobre a autonomia de Hong Kong, muitos deles defendem o direito do povo de Hong Kong à autodeterminação, enquanto elementos mais brandos advogam por maior autonomia enquanto permanecem na China, e o mais radical apelo ao retorno ao domínio britânico ou independência total como soberano. Estado. Certos grupos localistas de direita também defendem uma abordagem mais agressiva e militante na defesa dos interesses populares.
Apesar de grupos localistas com diferentes agendas e ideologias terem existido desde a transferência de soberania do território, o movimento de hoje como um todo emergiu no início de 2010 e ganhou força significativa após protestos generalizados em 2014 contra a decisão do governo chinês de pré-selecionar candidatos ao Executivo Chefe antes de permitir eles devem ser escolhidos pelo público em geral em uma eleição de 2017. Após esses protestos, vários partidos políticos localistas foram formados, organizando protestos e participando das eleições do Conselho Legislativo. Na eleição para o Conselho Legislativo de 2016, os candidatos localistas ganharam 6 dos 35 assentos alocados para eleitorados geográficos, ganhando uma participação de 19% do total de votos. Após a eleição, o governo tomou medidas legais contra os legisladores localistas e democratas radicais sobre a controvérsia de juramento, que resultou na desqualificação de seis legisladores e, além disso, na desqualificação das candidaturas do localista "pró-independência" acusado. candidatos.

## Terminologia
O localismo no contexto ocidental constitui ideias libertárias de um governo local descentralizado em oposição ao governo central, e enfatiza a auto-suficiência, a agricultura e o comunalismo. Embora também enfatize a auto-suficiência econômica e a democracia local de Hong Kong, o localismo no contexto de Hong Kong enfatiza a ameaça cultural e política chinesa à cidade e tenta reforçar uma identidade de Hong Kong em oposição à identidade nacional chinesa. Frequentemente inclui uma posição anti-imigração, especialmente na retórica de direita, e foi dito que o "nativismo" é sinônimo de localismo. Alguns localistas chamam a si mesmos de "autonomistas", enquanto o governo de Pequim os rotula de "separatistas".

## História da consciência local em Hong Kong
Hong Kong foi criada em 1841 como um porto livre. O governo colonial encorajou a livre circulação de capital e trabalho e não houve um senso estrito de "residentes de Hong Kong" ou "pessoas de Hong Kong". Os moradores não foram registrados pelo governo até 1949, uma resposta ao afluxo de refugiados que fugiram da tomada dos comunistas na China continental.
O sociólogo Lui Tai-lok, em seu livro Four Generations of Hong Kong People, dividiu as pessoas de Hong Kong em quatro gerações. A primeira geração, ele afirma, foram os que nasceram antes de 1945 e vivenciaram a ocupação japonesa de Hong Kong, enquanto os baby boomers, a segunda geração nascida após a guerra, foram a primeira onda de consciência local.

### Primeira onda
Os baby boomers eram filhos dos refugiados, mas nasceram e cresceram em Hong Kong e têm um forte sentimento de pertença. Eles tentaram romper a rivalidade da Guerra Fria entre os comunistas e os nacionalistas que dominavam a cena política na época.
Os anos 1970 viram ondas de movimentos estudantis sem precedentes, como o Movimento da Língua Chinesa e o movimento anticorrupção, a defesa do movimento Ilhas Diaoyu e assim por diante, que eram independentes do espectro esquerdo-direito e se tornaram a primeira onda de consciência local. O Movimento da Língua Chinesa conseguiu que o chinês se juntasse ao inglês como língua oficial de Hong Kong. Os movimentos estudantis da época consistiam em alguns elementos liberais, nacionalistas chineses e anticolonialistas.
Nos anos 60 e 70, o governo colonial também tentou criar uma consciência local apolítica para impulsionar a legitimidade do domínio colonial. Sob a administração do governador Murray MacLehose, Hong Kong passou por uma maciça reforma de descolonização. O objetivo de criar uma identidade local era elevar a oferta para o lado britânico na próxima negociação sobre a soberania de Hong Kong depois de 1997. O governo britânico também cuidadosamente evitou provocar a pertença britânica do povo de Hong Kong, pois já havia decidido impedir a migração massiva de Hong Kong para a Grã-Bretanha.

### Segunda onda
A segunda onda de consciência local surgiu na década de 1990, quando o governo colonial estava chegando ao fim. O massacre de Tiananmen, em 1989 , provocou protestos locais maciços e temores sobre o iminente domínio comunista. A cena cultural local respondeu pela consolidação do entusiasmo sobre características distintivas, bem como a diversidade da cultura e identidade de Hong Kong. Citou a teoria pós-colonial, rejeitando o chauvinismo sinocêntrico e promovendo o cosmopolitismo de Hong Kong como uma cidade internacional, juntamente com ideais liberais de inclusão, diversidade e transnacionalidade. Também enfatizou a importância dos valores universais, uma sociedade civil diversa, educação cívica, imprensa e liberdades acadêmicas após 1997.

### Terceira onda

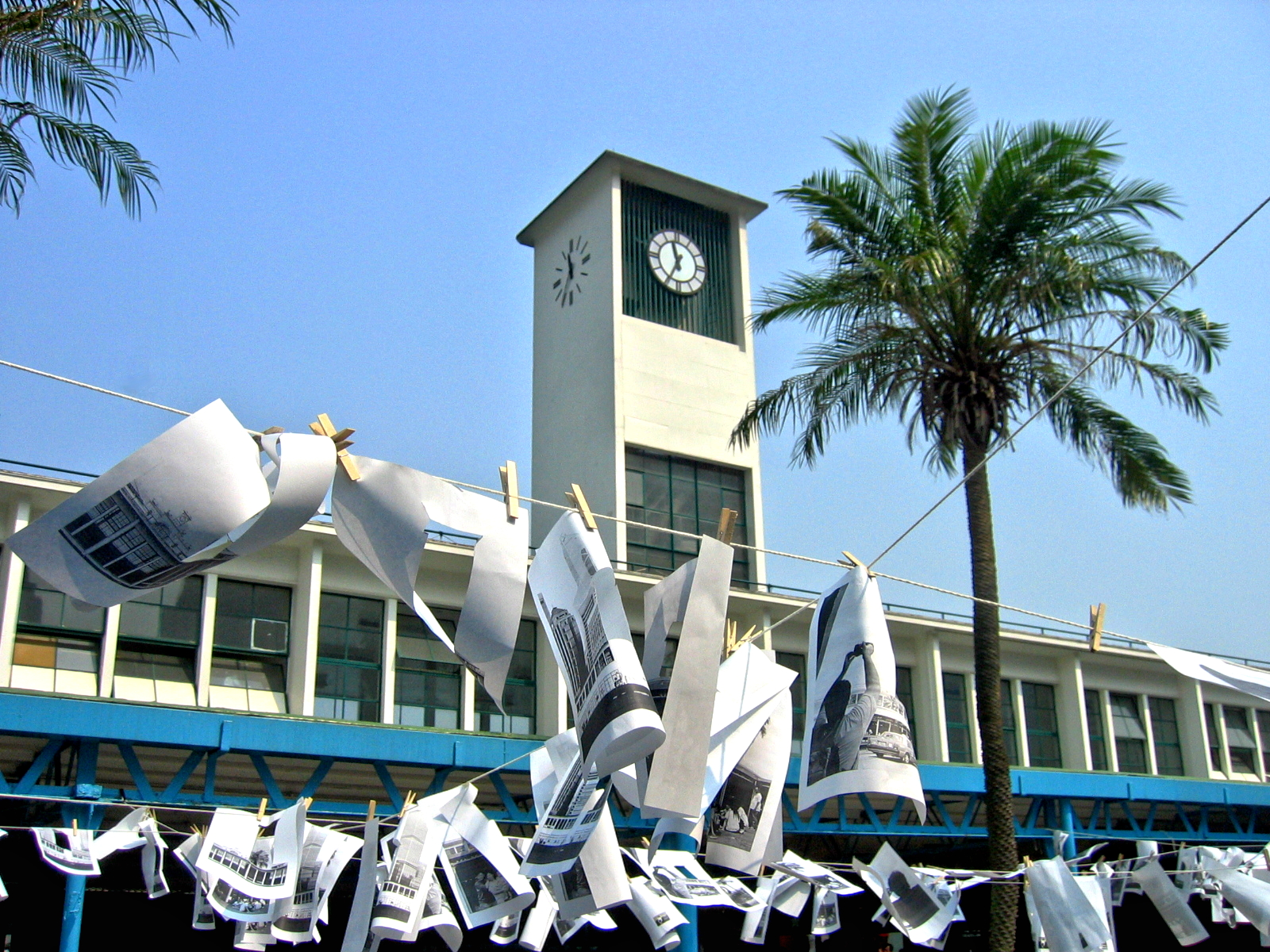
O protesto contra a demolição do cais de balsas de Edinburgh Place em 2006.

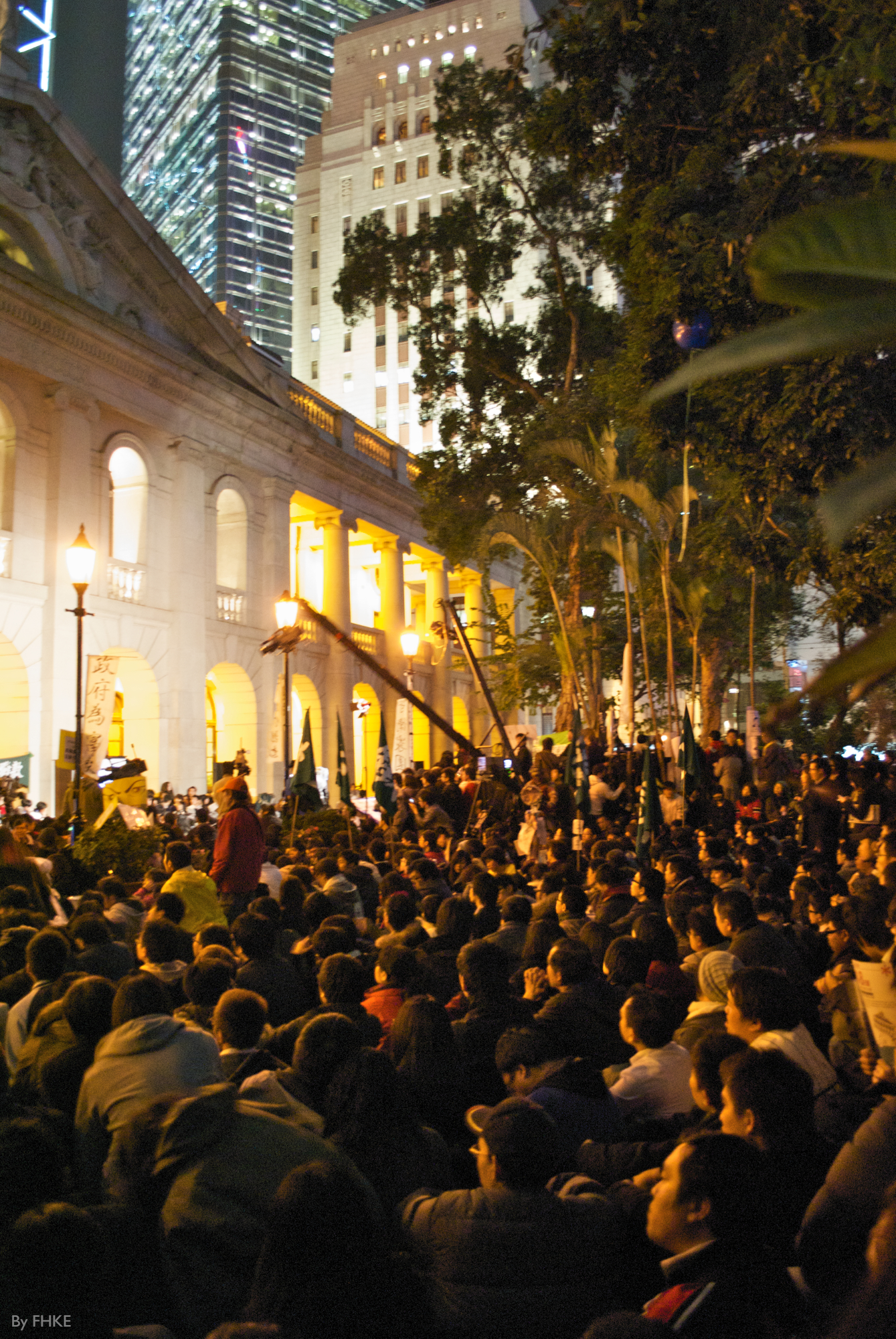
O protesto contra o Guangzhou-Hong Kong XRL fora do edifício do Conselho Legislativo em 2010.

A marcha de 1º de julho de 2003 registrou um número estimado de 500.000 a 700.000 pessoas manifestando-se contra a legislação antissedição proposta pelo governo, o maior protesto desde o protesto de 1989 na Praça da Paz Celestial. Muitos pós-80 (a geração que nasceu na década de 1980, Millennials na terminologia ocidental) foram inspirados pelo movimento democrático e saíram às ruas. 7.1 Pessoas Pilha foi um dos grupos que surgiram após o protesto. Eles ficaram chateados com o rápido desenvolvimento urbano que varria bairros e comunidades antigas. Eles se opunham fortemente ao monopólio político e econômico dos interesses investidos, ao conluio entre as empresas e o governo, e questionavam a natureza do sistema capitalista em Hong Kong.
Eles também estavam insatisfeitos com o campo pró-democracia estabelecido pela oposição, que eles consideravam ineficaz em desafiar o sistema. Vários movimentos conservacionistas liderados por jovens ativistas surgiram, protestando contra a demolição do Edinburgh Place Ferry Pier, do Queen's Pier e dos prédios da Lee Tung Street (conhecida como "Wedding Card Street") em 2006 e 2007. Protestos contra a construção do Hong Kong A seção de Kong da ferrovia de alta velocidade para Guangzhou (XRL) escalou em 2009 e 2010 e estabeleceu um novo ponto alto do movimento localista.

## Ascensão do localismo contemporâneo

### Teoria da cidade-estado de Chin Wan
O fracasso dos pacíficos protestos anti-XRL prejudicou a reputação dos ativistas moderados de esquerda. Alguns se voltaram para uma abordagem mais radical. Scholar Chin Wan publicou o livro, On the City-State de Hong Kong em 2011, que provocou um debate público feroz e foi popular entre a geração jovem. No livro, Chin sugere o abandono da esperança por uma China democrática e posiciona o movimento democrático em uma perspectiva "localista", a fim de contrapor as políticas "neoimperialistas" de Pequim em relação a Hong Kong. Analisou a ameaça potencial do influxo de turistas e imigrantes da parte continental às instituições estabelecidas e costumes sociais de Hong Kong, que ele considerou como parte de um esquema de colonização por Pequim, incluindo o crescente uso de chinês mandarim e chinês simplificado no uso diário e nas escolas.
Ele defende posições como "Hong Kong First" e "separação entre Hong Kong e China" para proteger Hong Kong do "genocídio cultural". Ele sugeriu a construção de Hong Kong em uma cidade-estado autônoma, fundindo a cultura britânica com uma cultura chinesa restaurada. A visão de Chin foi amplamente aceita pelos defensores da independência de Hong Kong e por aqueles que defendem a restauração do domínio britânico em Hong Kong.
Desde então, ele criou uma mudança de paradigma na consciência local de Hong Kong a partir do discurso de esquerda da reinterpretação da história colonial, valorizando a natureza inclusiva e diversificada da cultura de Hong Kong ao discurso de direita do sentimento antichinês e nostalgia pelo domínio britânico. Chin também diz a seus seguidores para usar a ação violenta como meio de defender a autonomia de Hong Kong. Ele uma vez se juntou ao grupo Hong Kong Autonomy Movement. Depois de deixar o grupo HKAM, ele montou seu próprio grupo autonomista chamado de Hong Kong Resurgence Order. Outro grupo inspirado pela ideia de Chin, chamada Poder do Nativismo de Hong Kong, foi criado em 2011. Eles protestaram contra a inclusão de residentes permanentes não- Hong Kong no programa de distribuição de dinheiro de HK $ 6.000 exigido por novos grupos de apoio a imigrantes e pediram uma revisão. a atual política de imigração.

### Conflito entre Hong Kong e o continente

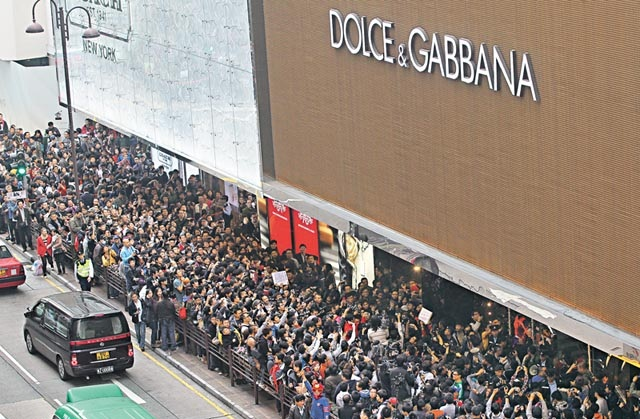
Protesto em frente à loja Dolce & Gabbana sobre a alegada controvérsia discriminatória.

Muitos conflitos entre os continentais e os Hongkongers também ocorreram devido ao afluxo de turistas e imigrantes, como a controvérsia Dolce & Gabbana, o incidente de Kong Qingdong, o turismo de nascimento e o comércio paralelo entre os turistas da parte continental, entre outros. Esses incidentes e problemas intensificaram o sentimento antichinês entre o público de Hong Kong. Alguns deles publicaram um anúncio em jornais locais, chamando os "gafanhotos" dos terráqueos que roubam recursos de Hong Kong.
Ao mesmo tempo, os localistas são hostis em relação ao campo pan-democrático, pois acreditavam que o cosmopolitismo dos pan-democratas era irrealista e que o desejo de uma China democrática se sacrificaria aos interesses de Hong Kong. Eles também estão insatisfeitos com a ineficácia crida dos pan-democratas como o partido da oposição nos últimos 20 anos. Por outro lado, a tendência populista de direita dos movimentos localistas foi condenada como "xenófoba" e "nativista" pelos ativistas do mainstream e pelo governo. O conflito entre a esquerda e a direita do movimento resultou em grande desunião de toda a causa democrática.
Na eleição do Conselho Legislativo de 2012, alguns candidatos pan-democratas, incluindo Claudia Mo, do Partido Cívico, e Gary Fan, dos neo-democratas, ambos alegando serem moderados, expressaram algumas ideias localistas e levantaram preocupações sobre as políticas turísticas e de imigração. Para isso, eles criaram um grupo parlamentar chamado HK First. O legislador Wong Yuk-man, um forte crítico do Partido Comunista e ex-membro do People Power e seu protegido Wong Yeung-tat, líder do grupo ativista Civic Passion, também mudou para a causa localista logo após a eleição.
Criticando a vigília anual para comemorar a repressão da Praça Tiananmen realizada pela Aliança de Hong Kong de Apoio aos Movimentos Democráticos Patrióticos na China por ter um tema nacionalista chinês, a Civic Passion organizou sua manifestação alternativa em 4 de junho em Tsim Sha Tsui. O evento alternativo atraiu 200 pessoas em 2013 e 7.000 em 2014, em comparação com 180.000 e 150.000 respectivamente para o evento principal.
Em meados de 2012, a decisão do governo de implementar a Educação Nacional e Moral foi criticada por aplaudir as posições comunistas e nacionalistas do governo chinês e atacar a democracia ao estilo ocidental. Um grupo liderado por estudantes, o escolarismo, chefiado por Joshua Wong, ocupou a sede do governo de Hong Kong, atraindo um grande comparecimento de manifestantes e conseguindo garantir que um governo voltasse atrás.

### "Nacionalismo de Hong Kong"
O The Undergrad, a publicação oficial da União dos Estudantes Universitários de Hong Kong (HKUSU), de fevereiro de 2014, publicou alguns artigos sobre o tema de uma nação de Hong Kong. Artigos intitulados “A nação de Hong Kong decidindo seu próprio destino” e “Democracia e independência de Hong Kong” elevam o discurso localista ao nível de autonomia política de Hong Kong, o que, na verdade, equivaleria à independência de Hong Kong. O Chefe do Executivo, Leung Chun-ying, usou o seu pronunciamento de Ano Novo de 2015 para dirigir duras críticas à revista por promover a independência de Hong Kong, abanando tanto o debate quanto as vendas do livro Hong Kong Nationalism, que apresentava os artigos.

### Revolução do guarda-chuva
Em 2013, o estudioso jurídico Benny Tai, considerado um democrata moderado, defendeu um plano de obediência civil para pressionar Pequim a implementar o sufrágio universal genuíno em Hong Kong. O plano amadureceu em Ocupar Central. Os localistas de direita foram em grande parte contra isso, principalmente porque acreditavam que era uma conspiração dos pan-democratas para sequestrar o apoio popular. Ativistas estudantis do Scholarism e Federação de Estudantes de Hong Kong (HKFS) surgiram como líderes nos protestos do Occupy. Eles postaram o slogan "autodeterminação do nosso destino" fora da sede do governo. Localistas de direita, muitos dos quais criticaram o plano de ocupação antes, participaram dos protestos e defenderam uma abordagem mais "militante" em oposição aos princípios rígidos de não-violência defendidos pelos três promotores do Occupy Central e do estudante. ativistas. Eles se reuniram no local de Mong Kok, em oposição ao local principal do Almirantado, liderado pelo HKFS. Eles culparam a liderança do HKFS pelo fracasso do protesto.

## Movimentos localistas pós-occupy
Após o movimento Occupy, várias organizações chamadas "Organizações Umbrella" pela mídia foram criadas, em que muitos deles carregavam certo grau de discursos localistas, especialmente Youngspiration e Hong Kong Indigenous. Youngspiration participou da eleição do Conselho Distrital de 2015 com muitos outros novos "soldados da Umbrella" e acabou ganhando uma vaga de nove candidatos. Hong Kong Indigenous é notável por seu estilo de protesto, no qual pede uma abordagem "militante" com "algum tipo de choque", em oposição à "abordagem gentil" dos pan-democratas de desobediência civil não-violenta.
O Partido da Independência de Hong Kong foi formado em abril de 2015 defendendo uma Hong Kong independente dentro da Comunidade Britânica.

### Campanha de desfiliação do HKFS
A insatisfação dos localistas em relação ao HKFS resultou em uma grande divisão na federação estudantil. Os localistas lançaram uma campanha desistindo do HKFS. No final de 2015, quatro dos oito sindicatos estudantis constituíam a federação, a União dos Estudantes Universitários de Hong Kong (HKUSU), a União dos Estudantes Universitários Politécnicos de Hong Kong (HKPUSU), a União dos Estudantes da Universidade Batista de Hong Kong (HKBUSU) e a União dos Estudantes da Universidade da Cidade de Hong Kong (CityUSU), rompeu com o HKFS.

### Protestos de negociação antiparalela

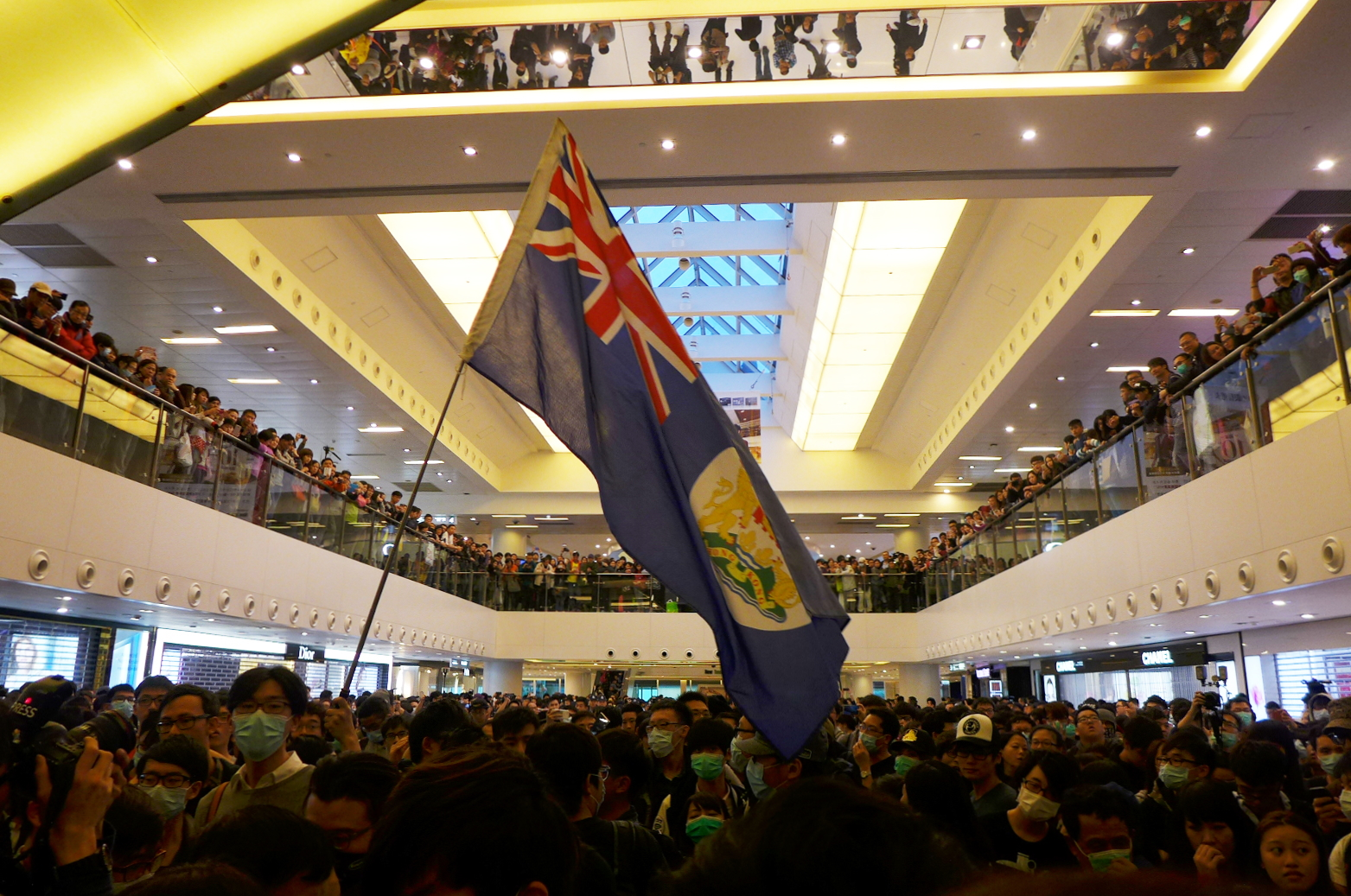
"Liberate Sha Tin" com a bandeira britânica de Hong Kong em New Town Plaza durante fevereiro de 2015

Os locais, incluindo a Paixão Indígena e Cívica de Hong Kong, também se mobilizaram na Internet e lançaram várias "campanhas de libertação" em distritos como Tuen Mun em 8 de fevereiro, Sha Tin em 15 de fevereiro e Yuen Long em 1º de março onde os comerciantes paralelos estavam ativos. Os manifestantes não foram apenas contra os comerciantes paralelos, mas também o ambiente superlotado em Hong Kong, causado pelas permissões de entrada múltipla emitidas para os turistas da parte continental. Eles repreenderam os turistas da parte continental, agrediram agressivamente os supostos compradores e entraram em confronto com a polícia, na qual muitos deles se tornaram violentos. Após a terceira manifestação, o governo central disse que restringiria os residentes de Shenzhen a uma visita por semana.

### Caso Siu Yau-wai
Em julho de 2015, locais, incluindo a indígena de Hong Kong e a Youngspiration, marcharam ao Departamento de Imigração para exigir a deportação de um menino indocumentado de 12 anos do continente, Siu Yau-wai, que viveu em Hong Kong por nove anos sem identificação. Siu, cujos pais estão vivos e bem na China continental, ficou com seus avós depois de ter ultrapassado sua permissão de mão dupla há nove anos. O legislador da Federação dos Sindicatos de Pequim, Chan Yuen-han, aconselhou e ajudou o menino e sua avó a obterem uma identificação temporária e pediram compaixão à comunidade local. Alguns pediram às autoridades que considerassem o caso em uma base humanitária e concedessem a cidadania permanente a Siu, enquanto muitos outros, temendo que o caso abrisse as portas para apelos de outros imigrantes ilegais, pediram que o menino fosse repatriado. O menino acabou desistindo e voltou para seus pais na China continental.

### Agitação Mong Kok

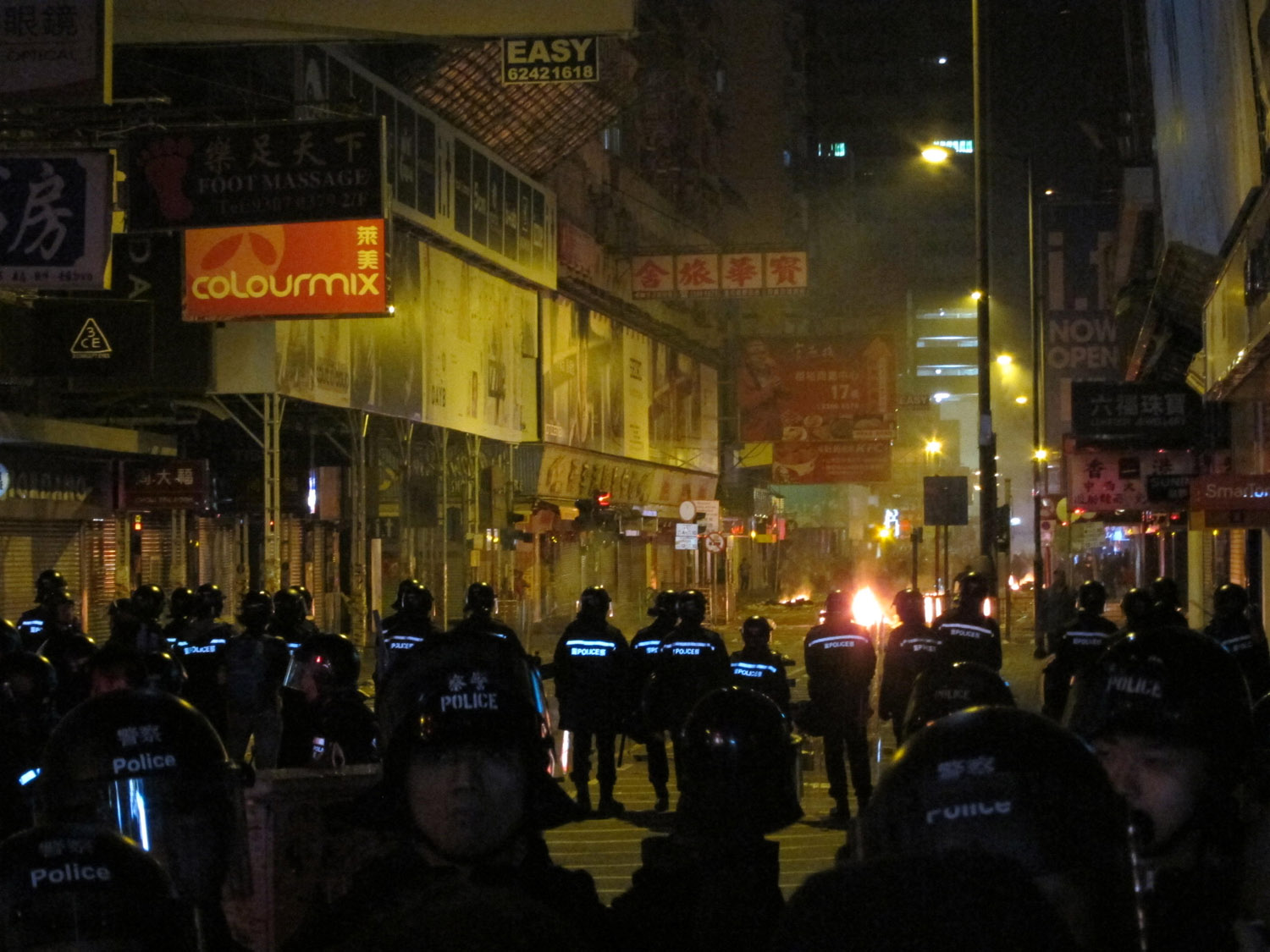
Polícia em Sai Yeung Choi Street South na manhã de 9 de fevereiro.

Em fevereiro de 2016 durante o Ano Novo Chinês, o indígena de Hong Kong pediu ação on-line para proteger os vendedores ambulantes de rua, que vendiam comida de rua em Hong Kong, que viram como parte da cultura de Hong Kong, da repressão do departamento de saúde do governo. O protesto se transformou em confrontos violentos entre a polícia e os manifestantes. Os manifestantes jogaram garrafas de vidro, tijolos, vasos de flores e lixeiras na direção da polícia e incendiaram as ruas que o governo condenou como tumultos. O Ministério de Relações Exteriores da China pela primeira vez rotulou os localistas envolvidos como "separatistas", alegando que "o tumulto [foi] planejado principalmente pela organização separatista radical local".
O Indígena de Hong Kong Edward Leung, que mais tarde se tornaria proeminente por seu envolvimento nos confrontos Mong Kok e preso pela polícia, na eleição de Novos Territórios do Leste de 2016. Grupos e figuras localistas que fizeram campanha por Leung incluíram Youngspiration, Civic Passion, Chin Wan e Wong Yuk-man. Leung terminado em terceiro lugar, com 15 por cento dos votos, atrás do moderada pan-democrata Civic Parte Alvin Yeung com 37 por cento e pró-Pequim DAB 's Holden Chow com 34 por cento. Leung afirmou que o localismo havia se firmado como a terceira potência mais importante na política local, ao lado dos campos pan-democráticos e pró-Pequim. O resultado melhor que o esperado foi considerado para impulsionar ainda mais a moral dos localistas e sua ambição de concorrer nas eleições gerais de setembro.

### Independência de Hong Kong
A revista estudantil Undergrad, da Universidade de Hong Kong, publicou um artigo em março de 2016 intitulado “Declaração da Juventude de Hong Kong” defendendo a independência de Hong Kong após a Declaração Conjunta Sino-Britânica em 2047. Ele exige que um governo democrático seja estabelecido após 2047 e o público a elaborar a constituição de Hong Kong. Também denuncia o governo de Hong Kong por se tornar um “fantoche” do Partido Comunista, “enfraquecendo” a autonomia da cidade. O executivo-chefe Leung Chun-ying rejeitou a alegação, afirmando que "Hong Kong tem sido parte da China desde os tempos antigos, e este é um fato que não mudará depois de 2047." O presidente do conselho da Universidade de Hong Kong Arthur Li descreveu a ideia de independência como absurdo, dizendo que "não acho que qualquer pessoa sábia ouça".
O Partido Nacional de Hong Kong, o primeiro partido que defende abertamente a independência de Hong Kong e a República de Hong Kong, estabelecida em 28 de março de 2016, atraiu ataques dos governos de Pequim e da RAE. O Escritório de Assuntos de Hong Kong e Macau do Conselho de Estado emitiu um comunicado pela Agência de Notícias Xinhua em 30 de março de 2016 condenando o partido: "A ação para estabelecer uma organização pró-independência por um grupo extremamente pequeno de pessoas em Hong Kong prejudicou o país. a soberania, a segurança, a prosperidade e a estabilidade de Hong Kong, e os interesses centrais de Hong Kong ... É firmemente combatida por todo o povo chinês, incluindo cerca de sete milhões de pessoas de Hong Kong, além de ser uma séria violação da Constituição do país., A Lei Básica de Hong Kong e as leis relevantes em vigor. " O governo de Hong Kong divulgou uma declaração após a formação do partido, afirmando que "qualquer sugestão de que Hong Kong deva ser independente ou qualquer movimento para advogar tal 'independência' é contra a Lei Básica, e minará a estabilidade e prosperidade". de Hong Kong e prejudicar o interesse do público em geral ... O Governo da RAE tomará medidas de acordo com a lei".
A Aliança de Retomar a Soberania Britânica sobre Hong Kong e a Independência é o segundo grupo político a defender um afastamento da China estabelecido em 26 de junho de 2016. O objetivo é conquistar a independência como objetivo final, mas busca retornar ao domínio britânico como uma fase de transição.
É relatado que cerca de uma dúzia de universidades de Hong Kong exibiram grandes faixas pedindo a independência da cidade no Dia Nacional da China (1 de outubro) de 2016.

## Empreendimentos eleitorais e desqualificações

### Novos territórios do leste de eleição

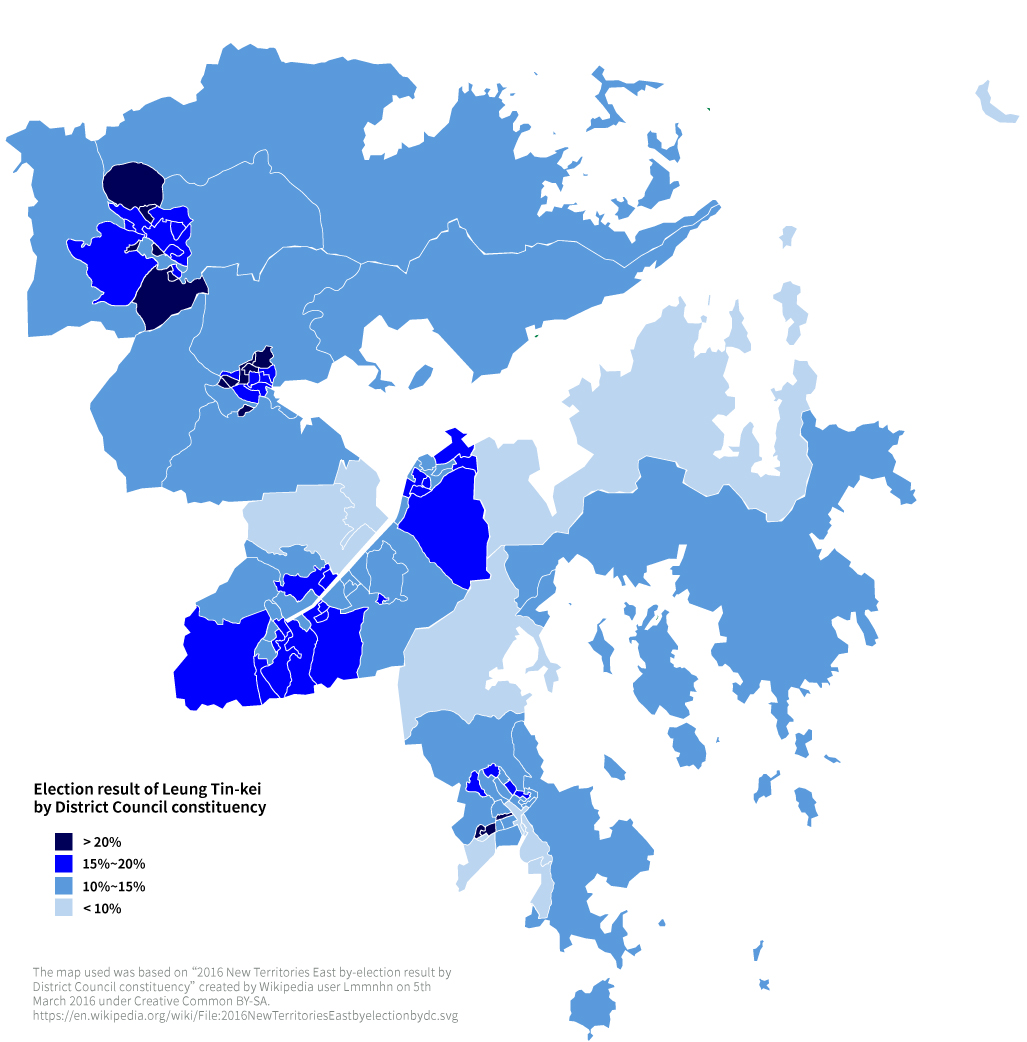
Resultado eleitoral de Edward Leung pelo distrito eleitoral do Conselho Distrital

Nas eleições do Conselho Distrital de 2015, dois candidatos localistas foram eleitos, incluindo Kwong Po-yin, da Youngspiration, Wong Chi-ken, da Comunidade de Kowloon East, e a não-partidária Clarisse Yeung Suet-ying.
A eleição do Conselho Legislativo em New Terrirories East, em 28 de fevereiro de 2016, foi um marco dos movimentos localistas, pois foi a primeira tentativa deles para concorrer ao Conselho Legislativo sob bandeira localista. Youngspiration estava inicialmente considerando candidatar-se a um candidato e pediu uma primária com o Partido Cívico pan-democrático. Mais tarde, desistiu devido à falta de tempo para manter uma primária.
Edward Leung, de Hong Kong Indigenous, recebeu um resultado melhor do que o esperado na eleição presidencial dos Novos Territórios, em fevereiro de 2016, obtendo mais de 66 mil votos e ganhando cerca de 15% do total de votos. Depois da eleição, Leung afirmou que o localismo havia se firmado como a terceira potência mais importante na política local, ao lado dos campos pan-democráticos e pró-Pequim.

### Eleição do Conselho Legislativo de 2016
Um dia depois da eleição de Novos Territórios do Leste de 2016, três grupos localistas, o Instituto Político do Proletariado de Wong Yuk-man, a Paixão Cívica de Wong Yeung-tat e a Ordem de Ressurgimento de Hong Kong, de Chin Wan, anunciaram Eleição do Conselho Legislativo sob a aliança "CP-PPI-HKRO". Em 10 de abril de 2016. seis grupos localistas Youngspiration, Comunidade Kowloon Leste, Tin Shui Wai Nova Força, Cheung Sha Wan Poder de Estabelecimento Comunitário, Tsz Wan Shan Poder Construtivo e Comunidade Tuen Mun, formaram uma aliança eleitoral sob o nome "ALLinHK" planejava apresentar candidatos em quatro dos cinco distritos eleitorais geográficos com a agenda para apresentar um referendo sobre a autodeterminação de Hong Kong, enquanto o Partido Indígena de Hong Kong e outro novo Partido Nacional de Hong Kong pró-independência também declararam que concorrerão em a próxima eleição. Demosisto, um partido político de esquerda formado pelos líderes da Umbrella Revolution, Joshua Wong, Oscar Lai e Nathan Law também foi formado no mesmo dia. O partido político teve como objetivo apresentar candidatos nas próximas eleições com a plataforma de "autodeterminação" do futuro de Hong Kong. Aliou-se a ativistas como Eddie Chu e Lau Siu-lai.
Em 14 de julho de 2016, a Comissão de Assuntos Eleitorais (EAC) anunciou seu plano para exigir que todos os candidatos assinassem uma "forma de confirmação" adicional para indicar que Hong Kong é uma parte inalienável da China, conforme estipulado na Lei Básica, em resposta a muitos potenciais candidatos localistas que advogam ou promovem a independência de Hong Kong. Embora Alvin Cheng, da Civic Passion, tenha concordado em assinar o formulário de confirmação, outros candidatos, incluindo o indígena de Hong Kong, Edward Leung, e Chan Ho-tin, do Partido Nacional de Hong Kong, se recusaram a assinar. Posteriormente, Leung assinou o formulário que o tribunal se recusou a ouvir imediatamente a revisão judicial.
Após o final do período de nomeação, seis candidatos localistas receberam e-mails da EAC dizendo que suas nomeações foram "invalidadas", entre as quais Chan Ho-tin, Yeung Ke-cheong, do Partido Democrático Progressista, Nakade Hitsujiko, do nacionalista Hong Kong, Alice Lai, do Partido Conservador. Yee-man, o indígena de Hong Kong Edward Leung e o independente Chan Kwok-keung. Territórios do Leste O oficial de retorno ao distrito eleitoral Cora Ho Lai-sheung rejeitou a nomeação de Leung, alegando que ela não confiava que Leung "genuinamente mudou sua posição anterior de independência". Apesar de sua posição localista, todos os cinco bilhetes da aliança CP-PPI-HKRO e quatro bilhetes da ALLinHK foram validados sob a nova medida eleitoral da Comissão de Assuntos Eleitorais (EAC). Baggio Leung, que inicialmente pretendia concorrer na Ilha de Hong Kong e ficou em New Territories West, finalmente apresentou sua candidatura para ficar em New Territories East, na sequência da medida da EAC, que ele afirmou ser um "candidato substituto" no caso de Edward. Leung foi desqualificado no distrito.
Os localistas conseguiram uma vitória retumbante na eleição, ganhando seis assentos e garantindo quase 20% dos votos. Ocupar o líder estudantil Nathan Law, do Demosisto, tornou-se o candidato mais jovem a ser eleito, o professor universitário da Universidade Politécnica Lau Siu-lai e Eddie Chu, foram devolvidos nos distritos eleitorais Eddie Chu, ativista social e ambientalista, ensacou mais de 84.000 votos, os mais altos votos recebidos nos distritos eleitorais geográficos, sem qualquer apoio partidário em Novos Territórios Ocidentais. Após a vitória eleitoral, Chu explicou que seu slogan de "autodeterminação democrática" era diferente do slogan dos "militantes" dos localistas de "autodeterminação nacional", ao discordar da noção de nacionalismo. Para a facção "militante", Baggio Leung, líder do Youngspiration venceu em New Territories East depois que seu aliado, Edward Leung, de Hong Kong, foi impedido de votar enquanto Yau Wai-ching conquistou o último assento em Kowloon West por cerca de 400 votos. às custas do veterano Wong Yuk-man, do Instituto Político do Proletariado. O aliado de Wong, o líder da Civic Passion, Wong Yeung-tat, também perdeu em sua segunda tentativa em Kowloon East. Apenas Cheng Chung-tai, da aliança eleitoral, ganhou um assento nos Novos Territórios Ocidentais.

### Controvérsia de Juramento Legco
Em outubro de 2016, os dois legisladores da Youngspiration, Baggio Leung e Yau Wai-ching, foram processados pelo governo por seu juramento. Os dois afirmaram que "Como membro do Conselho Legislativo, eu devo esforçar-me seriamente em guardar os interesses da nação de Hong Kong", exibiu uma bandeira "Hong Kong não é China", inseriu suas próprias palavras nos juramentos e pronunciado erradamente "República Popular da China" como "as pessoas re-fodendo de Chee-na" quando eles fizeram o juramento. Em Novembro, o porta-voz do Gabinete para os Assuntos de Hong Kong e Macau declarou que "[Pequim] absolutamente não permitirá que alguém defenda a secessão em Hong Kong nem permita que quaisquer activistas pró-independência entrem numa instituição do governo", após o Comité Permanente do Congresso Nacional do Povo. (NPCSC) interpretar o artigo 104 da Lei Básica de Hong Kong, que visava desqualificar os dois legisladores. Em 14 de julho de 2017, o tribunal destituiu mais quatro legisladores pró-democracia, incluindo Nathan Law e Lau Siu-lai, de Demosisto, que dirigiram sua campanha com o slogan "autodeterminação".

## Figuras e organizações localistas
| Políticos e titulares de cargos - Cheng Chung-tai - Eddie Chu - Gary Fan - Lau Siu-lai - Ventus Lau - Nathan Law - Baggio Leung - Claudia Mo - Wong Yuk-man - Yau Wai-ching Intelectuais, escritores e ativistas - Chan Ho-tin - Alvin Cheng - Chin Wan - Hung Ho-fung - Edward Leung - Ray Wong - Wong Yeung-tat Revistas e mídia - Channel i - Local Press - MyRadio - Passion Times - The Undergrad | Organizações - Alliance of Resuming British Sovereignty over Hong Kong and Independence - Christians to the World - Civic Passion - Conservative Party - CUHK Local Society - Democracy Groundwork - Democratic Progressive Party of Hong Kong - Demosistō - HK First - HK National Front - Hong Kong Autonomy Movement - Hong Kong Independence Party - Hong Kong Indigenous - Hong Kong Localism Power - Hong Kong National Party - Hong Kong Resurgence Order - Hong Konger Front - Hongkongers Priority - Kowloon East Community - Land Justice League - Liber Research Community - Nationalist Hong Kong - Neo Democrats - North District Parallel Imports Concern Group - Proletariat Political Institute - Sha Tin Community Network - Studentlocalism - Tai Po Sunwalker - Tin Shui Wai New Force - Youngspiration |